# 박철 (1928년)
박철(1928년 7월 26일~2006년 1월 23일)은 대한민국의 정치인이다. 제8·9대 국회의원을 지냈다.

## 역대 선거 결과
|  | 48.8% |

|  | 28.00% |

|  | 21.16% |